# Magiae naturalis sive de miraculis rerum naturalium
Magiae naturalis sive de miraculis rerum naturalium è un'opera di Giovanni Battista Della Porta.

## Stesura
Come dice lo stesso autore nella prefazione, l'opera, originariamente in quattro volumi, era stata concepita già all'età di quindici anni. Al 1558 risale la sua prima pubblicazione. Per la felice intuizione di dedicare l’opera al re Filippo II, la Magia ebbe un largo successo, perché conobbe fino al 1585, a soli 27 anni dalla prima uscita, ben 14 edizioni oltre alla princeps (Otto furono stampate ad Anversa dal famoso tipografo fiammingo Christophe Plantin, una da Ioannes Steels, due a Lione da Guglielmo Rovillio, due a Colonia da Birckmann e Richvinum). E 13 ristampe furono pubblicate dallo stesso Plantin, uno dei più famosi tipografi europei di stanza ad Anversa, ad un ritmo ritenuto per quei tempi vertiginoso. Successivamente l'opera ebbe nuove edizioni, nelle quali la mole si accrebbe fino a venti libri, che furono pubblicati nel 1589 a Napoli (Apud Horatium Saluianum). La prima edizione viene tradotta in italiano già due anni dopo, nel 1560. Nel 1565 viene pubblicata in francese, nel 1566 in nederlandese, nel 1612 in tedesco e nel 1658 in inglese. E anche in arabo, come afferma lo stesso Autore nella prefazione dell’edizione del 1589, ma finora non se n’è trovata traccia.

## Contenuto
L'opera si occupa di scienza popolare, cosmologia, geologia, ottica, prodotti delle piante, medicine, veleni, cucina, cambiamenti chimici dei metalli, distillazione, colorazione del vetro, smalti e ceramiche, proprietà magnetiche, cosmetici, polvere da sparo, crittografia. 
Vi si citano autori antichi, come Aristotele e Teofrasto, ma ugualmente le conoscenze contemporanee. Si tratta tuttavia di una compilazione scolastica, non basata su una propria attività di ricerca, ma sullo studio degli autori antichi e moderni. In una delle edizioni successive alla prima descrisse una camera oscura dotata di una lente convessa e, sebbene non ne fosse l'inventore, la popolarità della sua opera ne accrebbe la conoscenza.
Della Porta difende la magia naturale, distinguendola da quella superstiziosa di origine demonologica, estendendo il suo campo di indagine oltre la dimensione fisica, alla disciplina che tutti considerano degna di onore, ovvero la filosofia, di cui la magia non è che la traduzione in atti concreti.
Nell'opera sono così rinvenibili punti di contatto col De occulta philosophia di Agrippa von Nettesheim.